# Ranunculus fibrosus
Ranunculus fibrosus là một loài thực vật có hoa trong họ Mao lương. Loài này được Pomel miêu tả khoa học đầu tiên năm 1874.